# Стрлетє
Стрлетє (словен. Strletje) — поселення в общині Велике Лаще, Осреднєсловенський регіон, Словенія. 
Висота над рівнем моря: 626,5 м.